# Bengt H. Malmqvist
Bengt H. Malmqvist, folkbokförd Bengt Harald Malmqvist, född 24 oktober 1928 i S:t Matteus församling i Stockholm, död 2 november 2008 i Kiviks församling i Skåne län, var en svensk fotograf.
Bengt H. Malmqvist gick till sjöss som 19-åring, kom efter ett par år hem för att gå Fotoskolan och fick därefter anställning vid bildbyrån Reportagebild, vars bilder bland annat gick till Stockholms-Tidningen och Aftonbladet. Han fotograferade ofta artister och med ett brinnande jazzintresse även internationella kändisar som Miles Davis, Ella Fitzgerald och Duke Ellington. För skivbolag som Metronome, Karusell, Sonet och EMI plåtade han omslag till skivor av artister som Jerry Williams, Lill-Babs, Siw Malmkvist och Monica Zetterlund. Under 1970-talet var han Abbas exklusive fotograf. Malmqvists bilder finns på mer än 2 000 skivomslag och förekommer i hundratals böcker, både i Sverige och utomlands. Han är begravd på Skogskyrkogården i Stockholm.